# カーネギー・ホール (映画)
『カーネギー・ホール』（原題：Carnegie Hall)は、1947年に米国で公開された音楽映画である。日本では1952年に公開された。　

## 概要
カーネギー・ホールに勤める1人の女性、ノラ・ライアンの物語を縦糸に、ホールで演奏される多数の、主としてクラシック音楽が紡がれる。音楽は原則として多楽章曲は一つの楽章を、その他は全曲が演奏される（少し短縮されている場合もある）。音楽の演奏シーンではブルーノ・ワルター、レオポルド・ストコフスキー、アルトゥール・ルービンシュタイン、ヤッシャ・ハイフェッツといった著名な指揮者・演奏家が多数出演している。

## あらすじ
カーネギー・ホールに掃除婦として勤めるノラ・ライアンは、ホールをこよなく愛し、掃除の仕事に精魂を込めている。また、同じホールに勤める年配の男、ジョン・ドノバンは身寄りのないノラを父親のように暖かく見守り、何かと気を配っている。ノラは若いピアニスト、トニー・サレルノと結婚し、男の子を儲ける。だが、あるときトニーが仕事の悩みで泥酔して家に戻り、「今の仕事を辞めて自分の音楽をする」と言ってノラと口論した後、扉から出ていって階段を転げ落ち、急死する。掃除婦に戻ったノラは事務の仕事に移り、小ホールの運営を任されるようになって、若い音楽家の支援に力を注ぐ。その一方でノラは息子に父親と同じ名前トニーを与えて、クラシックのピアニストにしてホールで演奏することを夢見てピアノの練習に励ませる。年を経て年頃となったトニーは、ダンスホールの楽団で歌唱するルース・ヘインズを見初めて結婚する。そして楽団と契約したと告げ、反対する母に『今まではお母さんのためにピアノを練習してきたが、これからは自分の音楽をする。お父さんは正しかったんだ』と言って家を飛び出す。その後、トニーはジャズ音楽の世界へ入って名声を上げるが、ノラとは連絡のないまま。　そしてあるとき、ルースがトニーと喧嘩別れをして助けを求めて来る。そこで2人を和解させるためにノラはルースを連れてトニーのもとに赴こうとするが、その前にジョンの機転でノラとルースはカーネギー・ホールの客席へ導かれる。そしてそこでトニーが新進のジャズピアニスト・作曲家・指揮者としてホールに登場し演奏するのを観て、演奏が終わって2人も夢中で拍手するところで映画が終わる。　　

## キャスト
※括弧内は日本語吹替（放送日1962年1月15日『テレビ名画座』15:00-17:00）
- ノラ・ライアン：マーシャ・ハント（島美弥子）
- トニー・サレルノ（父）：ハンス・ジャレイ
- トニー・サレルノ（子）：ウィリアム・プリンス（城達也）
- ジョン・ドノバン：フランク・マキュー（伊藤克）
- ルース・ヘインズ：マーサ・オドリスコール

## 音楽
- ピアノ五重奏曲第2楽章（シューマン）
- 楽劇『ニュルンベルクのマイスタージンガー』第1幕前奏曲（ワーグナー）　ブルーノ・ワルター指揮ニューヨーク・フィルハーモニー交響楽団
- 歌劇『ラクメ』から「鐘の歌」 （ドリーブ）　ソプラノ：リリー・ポンス
- 組曲『動物の謝肉祭』から「白鳥」（サン＝サーンス）　チェロ：グレゴール・ピアティゴルスキー
- 歌劇『カルメン』から「セギディーリャ」（ビゼー）　メゾソプラノ：リーゼ・スティーヴンス
- 交響曲第5番「運命」 第4楽章（ベートーヴェン）　アルトゥール・ロジンスキ指揮ニューヨーク・フィルハーモニー交響楽団
- 英雄ポロネーズ（ショパン）　ピアノ：アルトゥール・ルービンシュタイン
- 組曲『恋は魔術師』から「火祭りの踊り」（ファリャ）　ピアノ：アルトゥール・ルービンシュタイン
- 「オー・ソレ・ミオ」（ディ・カプア）　テノール：ジャン・ピアース
- 歌劇『シモン・ボッカネグラ』から「Il lacerato spirito（苦悩する心）」（ヴェルディ）　バス：エツィオ・ピンツァ
- 歌劇「ドン・ジョヴァンニ」から「Fin ch'han dal vino（シャンパンの歌）」(モーツァルト）　バス ：エツィオ・ピンツァ
- 「Beware My Heart」、「The Pleasure's All Mine」　ヴォーン・モンロー
- ヴァイオリン協奏曲 第1楽章（チャイコフスキー）　フリッツ・ライナー指揮ニューヨーク・フィルハーモニー交響楽団、ヴァイオリン：ヤッシャ・ハイフェッツ
- 交響曲第5番 第2楽章（チャイコフスキー）　レオポルド・ストコフスキー指揮ニューヨーク・フィルハーモニー交響楽団
- 「57番街のラプソディ」　トランペット：ハリー・ジェイムス